# کریمه ایر
کریمه ایر (به انگلیسی: Crimea Air) یک شرکت هواپیمایی با کد یاتا OR است. دفتر مرکزی کریمه ایر در فرودگاه بین‌المللی سیمفروپول واقع شده‌است و قطب این شرکت هواپیمایی در فرودگاه بین‌المللی سیمفروپول قرار دارد.